# Hokej klub Trešnjevka Zagreb
HK Trešnjevka osnovan je u Zagrebu na Osnivačkoj skupštini dana 25. kolovoza 1960. pod prvobitnim imenom Olimpija. Cilj osnivanja bio je popularizacija hokeja na travi. Na inicijativu Saveza za fizičku kulturu NOO Trešnjevka dana 6. lipnja 1961. klub se udružuje u RSD Trešnjevka i mijenja naziv u HK Trešnjevka. 15. siječnja 1965. HK Trešnjevki se pridružuje HK Tehničar.
Nekoliko godina po osnivanju HK Trešnjevka se natjecala samo s jednom seniorskom momčadi. Danas se HK Trešnjevka natječe u svim kategorijama i ima vlastitu školu hokeja. Organizator je 3 tradicionalna turnira:
- Memorijalni turnir Nenad Odorčić u kategoriji seniora
- Memorijalni turnir Boris Farkaš za mlađe kategorije
- Novogodišnji turnir u dvoranskom hokeju za mlađe kategorije

## Klupski uspjesi

### Prvenstva
- Prvak Hrvatske u hokeju na travi: 2017./18.
- Treće mjesto 2013.
- Drugo mjesto na dvoranskom prvenstvu 2013.
- Treće mjesto na dvoranskom prvenstvu 2008.

#### Kupovi
- Sudionik završnice 2007.
- Doprvaci dvoranskog kupa Hrvatske 2008.

## Vanjske poveznice
- HK Trešnjevka